# Bộ Rêu quả tròn
Sphaerocarpales là một bộ rêu trong ngành Marchantiophyta.

## Phân loại
Sphaerocarpaceae:
- Geothallus (1 loài)
- Sphaerocarpos (8 hoặc 9 loài)

Riellaceae:
- Riella (khoảng 18 loài)

Naiaditaceae: †
- Naiadita lanceolata